# Ferrocarriles Nacionales de Colombia

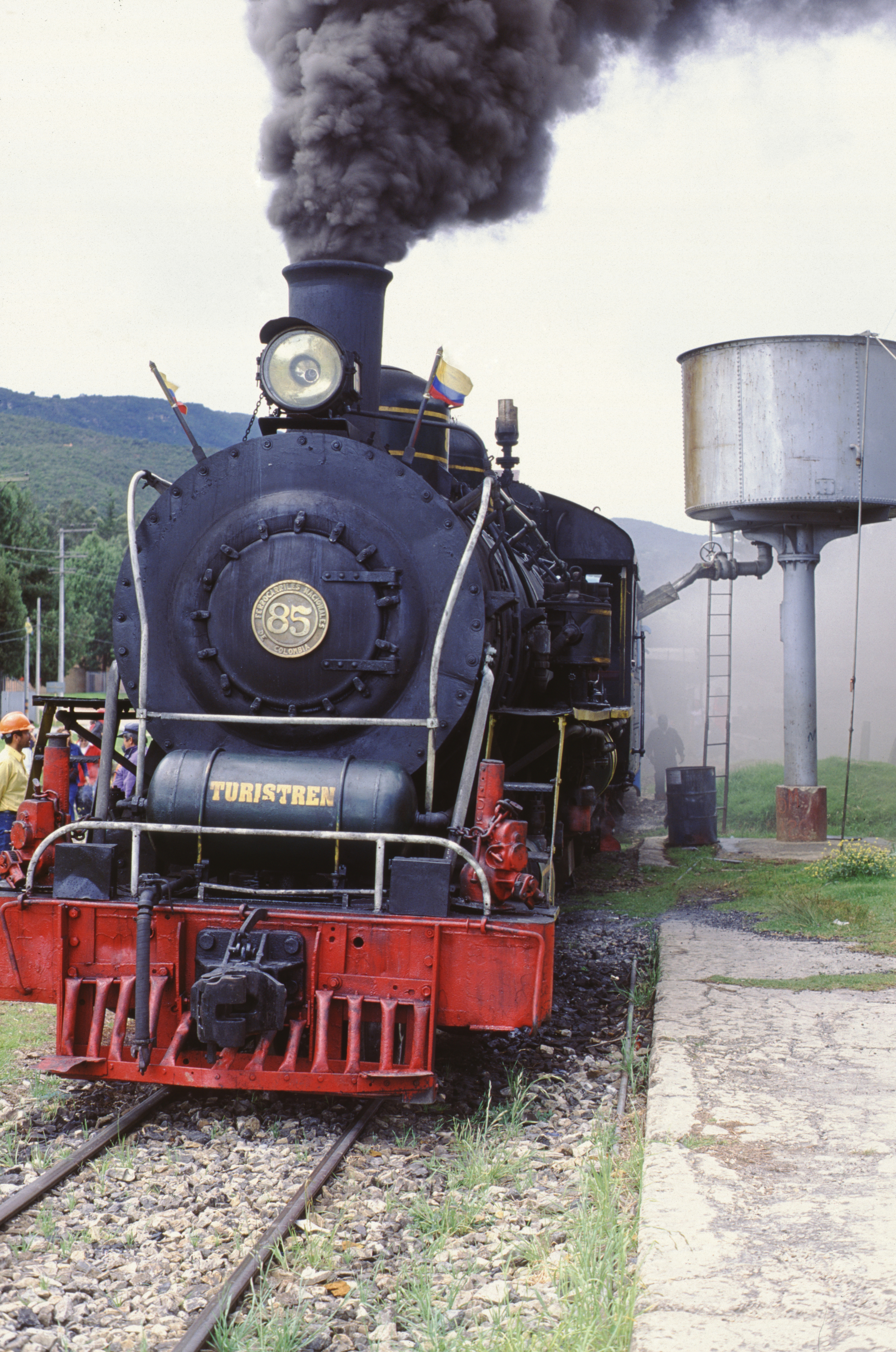
Locomotora de vapor 85 de FCN, encargada por el F. C. de Antioquia, en 1946. Fabricada por Baldwin Locomotive Works en 1947.

Los Ferrocarriles Nacionales de Colombia (FCN) fue una empresa estatal creada en 1954 por el gobierno colombiano mediante el decreto 3129 para unificar en una sola entidad estatal el Sistema Ferroviario de Colombia que hasta la fecha estaba compuesto de varias empresas locales administradas por los departamentos. La nueva empresa operaría mantendría la infraestructura de transporte férreo hasta el año de 1986 cuando debido a problemas financieros se llevó a cabo su liquidación. Año en el que se comienza a crear la empresa Ferrovías para administrar, restaurar y actualizar lo que quedaba de Ferrocarriles Nacionales en años siguientes, meta que nunca cumplió.

## Historia
Mediante el decreto 3129 de 1954 se creó la Empresa Ferrocarriles Nacionales de Colombia, adscrita al Ministerio de Obras Públicas, para manejar todas las redes del país, después de la adquisición de todas las líneas en 1961, se empezaron a administrar en cuatro divisiones administrativas: Centrales, Magdalena, Santander, y Pacífico, a su vez formadas por la unión de ferrocarriles de propiedad del estado, ferrocarriles departamentales y ferrocarriles privados recientemente nacionalizados, para 1962 el estado adquiere el ferrocarril de Antioquia, convirtiéndose en una nueva división, siendo para la época:
- Ferrocarriles privados: Ferrocarril del Nordeste y Ferrocarril de La Dorada.

- Ferrocarriles departamentales: Ferrocarril de Cundinamarca, Ferrocarril Ambalema-Ibagué, Ferrocarril de Caldas.

- Ferrocarriles Estatales: Ferrocarril del Pacífico, Ferrocarril Girardot-Tolima-Huila, Ferrocarril del Magdalena, Ferrocarril del Norte Secciones Primera y Segunda.

Para 1991 ferrocarriles nacionales contaba con un total de 2690 km de vías férreas en operación y 619 km ya fuera de servicio, habiendo tenido un total de 3239 km.

## Divisiones

### Central
Esta división se encontraba integrada por el Ferrocarril de la Sabana, y el Ferrocarril de Cundinamarca.
| División  | En Operación | Fuera de servicio | Longitud total construida |
| --------- | ------------ | ----------------- | ------------------------- |
| Centrales | 1134 km      | 204 km            | 1338 km                   |

### Pacífico
Para 1930, el Ferrocarril del Pacífico era el más extenso y desarrollado del país. En 1940 pasó a ser una división de los Ferrocarriles Nacionales; dos años después fue empalmado con el de Antioquia y en 1959 absorbió el Ferrocarril de Caldas.
| División | En Operación | Fuera de servicio | Longitud total construida |
| -------- | ------------ | ----------------- | ------------------------- |
| Pacífico | 488 km       | 295 km            | 783 km                    |

### Antioquia
En 1927 el Ferrocarril de Antioquia absorbió el Ferrocarril de Amagá, que entonces se encontraba en la construcción del tramo hasta el río Cauca, la nación lo adquirió en 1962, convirtiéndose en una división de los Ferrocarriles Nacionales.
| División  | En Operación | Fuera de servicio | Longitud total construida |
| --------- | ------------ | ----------------- | ------------------------- |
| Antioquia | 234 km       | 120 km            | 354 km                    |

### Magdalena
| División  | En Operación | Fuera de servicio | Longitud total construida |
| --------- | ------------ | ----------------- | ------------------------- |
| Magdalena | 364 km       | 0 km              | 364 km                    |

### Santander
| División  | En Operación | Fuera de servicio | Longitud total construida |
| --------- | ------------ | ----------------- | ------------------------- |
| Santander | 400km        | 0km               | 400km                     |